# مارسيو كاريوكا
مارسيو كاريوكا (بالبرتغالية: Márcio Gesteira Silva‏) هو لاعب كرة قدم برازيلي في مركز الهجوم، ولد في 2 مايو 1983 في ريو دي جانيرو في البرازيل. لعب مع نادي باسوش دي فيريرا ونادي سيارا ونادي فيتوريا.